# Guyana en los Juegos Olímpicos de Tokio 2020
Guyana estuvo representada en los Juegos Olímpicos de Tokio 2020 por siete deportistas, cuatro mujeres y tres hombres, que compitieron en cuatro deportes.
Los portadores de la bandera en la ceremonia de apertura fueron el nadador Andrew Fowler y la jugadora de tenis de mesa Chelsea Edghill. El equipo olímpico guyanés no obtuvo ninguna medalla en estos Juegos.